# 准池铁路
准池铁路是中国内蒙古自治区与山西省之间的一条运煤复线电气化铁路。北起大准铁路外西沟站，南至朔黄铁路神池南站。是沟通神华集团大准、朔黄两条运煤铁路，蒙西煤炭外运的重要通道。
神华准池铁路有限责任公司为业主单位。正线全长179.862千米，另同步建成高家堡至董半川支线11.8千米。正线为国铁I级标准。限制坡度为上行4‰，下行12‰。最小曲线半径800米。到发线有效长度：1700m；自动闭塞。运输能力2亿吨/年。全线设5座车站。
概算投资134.56亿元，2012年3月28日开工，于2015年9月15日开通运营。
线路经过的杀虎口隧道长2950米；大沙沟特大桥长1834.7米，最高桥墩106米；朔州隧道长11293米；风洼梁隧道长5658米。